# Halstroff
Halstroff (fràncic lorenès Hoolstroff) és un municipi francès situat al departament del Mosel·la i a la regió del Gran Est. L'any 2007 tenia 283 habitants.

## Demografia

### Població
El 2007 la població de fet de Halstroff era de 283 persones. Hi havia 108 famílies, de les quals 24 eren unipersonals (12 homes vivint sols i 12 dones vivint soles), 28 parelles sense fills, 48 parelles amb fills i 8 famílies monoparentals amb fills.
La població ha evolucionat segons el següent gràfic:
Habitants censats

### Habitatges
El 2007 hi havia 121 habitatges, 110 eren l'habitatge principal de la família i 11 estaven desocupats. 78 eren cases i 42 eren apartaments. Dels 110 habitatges principals, 76 estaven ocupats pels seus propietaris, 29 estaven llogats i ocupats pels llogaters i 5 estaven cedits a títol gratuït; 1 tenia una cambra, 4 en tenien dues, 17 en tenien tres, 12 en tenien quatre i 76 en tenien cinc o més. 90 habitatges disposaven pel capbaix d'una plaça de pàrquing. A 43 habitatges hi havia un automòbil i a 59 n'hi havia dos o més.

### Piràmide de població
La piràmide de població per edats i sexe el 2009 era:
| Homes | Edats   | Dones |
| ----- | ------- | ----- |
| 0     | 95 o +  | 0     |
| 0     | 90 a 94 | 0     |
| 4     | 85 a 89 | 0     |
| 0     | 80 a 84 | 0     |
| 0     | 75 a 79 | 0     |
| 8     | 70 a 74 | 4     |
| 12    | 65 a 69 | 4     |
| 4     | 60 a 64 | 8     |
| 8     | 55 a 59 | 28    |
| 16    | 50 a 54 | 4     |
| 4     | 45 a 49 | 12    |
| 4     | 40 a 44 | 4     |
| 8     | 35 a 39 | 8     |
| 8     | 30 a 34 | 8     |
| 28    | 25 a 29 | 20    |
| 20    | 20 a 24 | 8     |
| 8     | 15 a 19 | 8     |
| 12    | 10 a 14 | 4     |
| 8     | 5 a 9   | 4     |
| 4     | 0 a 4   | 16    |

## Economia
El 2007 la població en edat de treballar era de 176 persones, 138 eren actives i 38 eren inactives. De les 138 persones actives 119 estaven ocupades (69 homes i 50 dones) i 19 estaven aturades (9 homes i 10 dones). De les 38 persones inactives 11 estaven jubilades, 11 estaven estudiant i 16 estaven classificades com a «altres inactius».

### Ingressos
El 2009 a Halstroff hi havia 113 unitats fiscals que integraven 292 persones, la mediana anual d'ingressos fiscals per persona era de 15.832,5 €.

### Activitats econòmiques
Dels 2 establiments que hi havia el 2007, 1 era d'una empresa de construcció i 1 d'una empresa immobiliària.
L'únic servei als particulars que hi havia el 2009 era una lampisteria.
L'any 2000 a Halstroff hi havia 10 explotacions agrícoles que ocupaven un total de 273 hectàrees.

## Poblacions més properes
El següent diagrama mostra les poblacions més properes.